# Йоан Дука Каматир
Йоан Дука Каматир или само Йоан Каматир (на гръцки: Ίωάννης Δούκας Καματηρός или Ίωάννης Καματηρός) е византийски аристократ и високопоставен сановник от втората половина на XII век.

## Семейство
Йоан е син на Григорий Каматир, човек със скромен произход, но добре образован, който заемал няколко висши държавни длъжности при императорите Алексий I Комнин и Йоан II Комнин и достигнал до високия ранг севаст, и на Ирина Дукина, която най-вероятно е била дъщеря на протостратора Михаил Дука, чиято сестра Ирина е съпругата на император Алексий I. Бракът на Григорий Каматир и Ирина Дукина поставя началото на аристократично-бюрократичния клан на Дука-Каматирите, който достига до върховете на властта с Йоан и брат му Андроник Дука Каматир, които заемат най-високите постове в държавата. Възможно е Йоан да е неназованият логотет, чиято дъщеря е била съпруга на Алексий Кондостефан.

## Кариера
Хониат описва Дука Каматир като човек с изключителен ръст и атлетично телосложение, не толкова як, колкото силен, достоен за фамилията, от която произхождал по майка. Не блестял с особени достойнства в науката, нито със задълбочени познания във философията, но за сметка на това притежавал впечатляващ дар слово като бездънен кладенец, който му спечелил голяма слава. Отличавал се с голямата си лакомия и страстта си към виното, което изостряло ума му и го правило още по-словоохотлив. Умеел да танцува и да свири на цитра, да скача и да се движи с лекота. Заради това Йоан Каматир се радвал на благоволението на император Мануил I Комнин като негов другар по чашка; според Никита Хониат често го канели на пиршества и бил желан гост на онези провинциални управители, които обичали празненствата – някои от тях той успявал да напие до несвяст, а с други пиел на равни нога, наливайки се като бъчви. Каматир пиел виното направо от бъчвата и бил в състояние да надпие всеки чуждестранен пратеник или владетел, като същевременно бил известен чревоугодник, който ядял сякаш умирал от глад и бил в състояние сам да опустоши цели полета със зелен грах. Веднъж дори спечелил облог срещу императора, изпивайки една препълнена с вино порфирна ваза, която красяла двореца.
Хониат разказва за съперничеството на Каматир с каниклия (пазител на императорската мастилница) Теодор Стипиот, който е свален и ослепен по заповед на император Мануил I през 1158/1159 г. Според Хониат Каматир приемал зле по-голямото влияние над императора, упражнявано от Стипиот, чиято длъжност, макар формално да била с по-нисък ранг от тази на Каматир – логотет на дрома, осигурявала на Стипиот по-лесен достъп до императора. По този начин Стипиот успявал да прокарва собствените си идеи, докато Каматир „виждал исканията си разпръснати във въздуха като сънища“. Разочарован, Йоан Каматир фалшифицирал кореспонденцията между Стипиот и нормандския крал на Сицилия Вилхелм II (1166 – 1189) и уредил тя да бъде лесно открита. Тогава Стипиот бил обвинен в държавна измяна, загубил длъжността си, ослепили го, а езикът му бил отрязан. Според Хониат обаче на смъртния си одър Йоан Дука Каматир се разкаял за причиненото на Стипиот, накарал да го повикат и със сълзи на очил го помолил за прошка, а Стипиот му простил на драго сърце и дори се помолил за спасението на душата му. Други автори посочват различни причини за падането на Стипиот, а подробностите от версията на Хониат са доказани като неточни от историка Ото Крестен, поне от гледна точка на тяхната хронология. Тъй като Хониат е бил член на константинополската бюрокрация и е бил добре информиран за нейната скорошна история, много е вероятно да е вярна информацията му, че Йоан Каматир е наследил Теодор Стипиот на поста месазон (главен министър), преди самият той да бъде заменен от Михаил Агиотеодорит като логотет на дрома и месазон.
Като виден член на двора, Йоан Каматир също е активен в столичните интелектуални кръгове, като очевидно самият той е композирал поне две поеми в политически стихове и си е кореспондирал с учени като Михаил Глика и Георги Торникий. Йоан не бил много религиозен човек и се интересувал от астрологията, предмет на едно от неговите стихотворения.

## Идентификация
Гръцкият византолог Деметриос Полемис реконструира фигурата на Каматир като „Йоан Дука Каматир“, който „почти винаги е бил наричан Дука“, идентифицирайки го с редица лица, наречени в изворите „Йоан Дука“ или „Йоан Каматир“, и приписвайки му видно потекло като братовчед на император Мануил I Комнин. Полемис приписва на Каматир военна, дипломатическа и гражданска кариера, която обхваща почти цялата втора половина на века, и го поставя, според оценката си, на „може би най-забележителното място сред сановниците на своето време“.
Тези идентификации обаче са оспорвани от други учени. Патриша Карлин-Хейтър по-специално разлага фигурата, създадена от Полемис, на шест или седем различни личности. Военната и дипломатическа кариера, описана от Полемис, сега се смята, че принадлежи на друга фигура от онова време – великия етериарх Йоан Дука .

## Цитирана литература
- Ракова, Снежана (2004). Новелата за лакомия логотет у Никита Хониат. – Интердисциплинарна научна конференция Просветеният смях (2-3 април 2004). Българско общество за проучване на XVIII век, https://www.bulgc18.com/smehat/rakova.htm, посетен на 2 ноември 2024
- ((en)) Karlin-Hayter, Patricia (1972). 99. Jean Doukas. – Byzantion, 42(1),  259–266, JSTOR 44170347, http://jstor.org/stable/44170347
- Kazhdan, A. P. (1969). John Doukas – an attempt at de-identification. – Le Parole e le Idee, 11,  242–247
- ((en)) Kazhdan, A. P.; Epstein, Ann Wharton (1985). Change in Byzantine Culture in the Eleventh and Twelfth Centuries. Berkeley and Los Angeles: University of California Press, ISBN 0-520-05129-7, https://archive.org/details/bub_gb_qlU37xo9LeUC
- ((en)) Kazhdan, Alexander (ed) (1991). The Oxford Dictionary of Byzantium. Oxford and New York: Oxford University Press, ISBN 0-19-504652-8, COBISS.BG-ID: 1107246820, https://archive.org/details/odb_20210521/mode/2up
- ((en)) Magdalino, Paul (2002) [1993]. The Empire of Manuel I Komnenos, 1143 – 1180. Cambridge, United Kingdom: Cambridge University Press, ISBN 0-521-52653-1, http://books.google.com/books?id=0cWZvqp7q18C
- ((en)) Polemis, Demetrios I. (1968). The Doukai: A Contribution to Byzantine Prosopography. London: The Athlone Press, OCLC 299868377, https://books.google.com/books?id=Sx5dAAAAIAAJ
- ((en)) Stone, Andrew F. (1999). The 'Grand Hetaireiarch' John Doukas: The Career of a Twelfth-Century Soldier and Diplomat. – Byzantion, 69(1),  145–164, JSTOR 44172159, http://jstor.org/stable/44172159

|  | Тази страница частично или изцяло представлява превод на страницата John Kamateros (logothetes tou dromou) в Уикипедия на английски. Оригиналният текст, както и този превод, са защитени от Лиценза „Криейтив Комънс – Признание – Споделяне на споделеното“, а за съдържание, създадено преди юни 2009 година – от Лиценза за свободна документация на ГНУ. Прегледайте историята на редакциите на оригиналната страница, както и на преводната страница, за да видите списъка на съавторите. ВАЖНО: Този шаблон се отнася единствено до авторските права върху съдържанието на статията. Добавянето му не отменя изискването да се посочват конкретни източници на твърденията, които да бъдат благонадеждни. |